# Pablo Palazuelo
Pablo Palazuelo (Madrid, 6 de outubro de 1916 – Galapagar, Madrid, 3 de outubro de 2007) foi um pintor e escultor espanhol.

## Trabalho e biografia
Pabich levou a um convite para ingressar na Galérie Maeght (atualmente Galérie Lelong), uma associação que continua por cerca de cinquenta anos. Palazuelo recebeu o Prêmio Kandinsky em 1952. Sua atenção se concentrou na natureza da "forma" em si, e não no que ela representava. Em 1953, sua investigação sobre a forma levou à sua descoberta: Trans-geometria - os ritmos da natureza traduzidos na arte plástica. Esta nova forma de ver foi inicialmente expressa na sua série Solidões mostrada na sua primeira exposição individual em 1955.
Ascendente nº 2, sua primeira escultura, apareceu em 1954. Em 1962, sua exploração das qualidades do espaço por meio de sua escultura de metal começou a sério, e seus desenhos bidimensionais foram transformados em suas contrapartes tridimensionais. O conflito entre formas grandes, planas e coloridas caracterizou a série Onda, Onfalo e Tierra, exibida em 1963, e indicou uma mudança significativa no rumo de sua arte. Em 1969, Pablo Palazuelo retornou à Espanha, onde continuou a investigar os mistérios da forma por meio de pinturas, esculturas, escritos e pesquisas. Começou a trabalhar num castelo do século XIV em Monroy, perto de Cáceres, em 1974.  Durante esse tempo, ele capturou o fenômeno da transformação, desde sua origem até seu fim cíclico, em sua série Monroy.
O aparecimento de "sinais" em sua série El número y las aguas em 1978 marcou outro nível de sua investigação sobre "o momento da formação". As pinturas Yantra de Palazuelo, exibidas em 1985, representavam diagramas de força bidimensional e estruturas de força tridimensional, que constituíam figuras de concepção. Ritmos lineares em constante mudança caracterizaram suas séries Nigredo, Anamne e Sinesis, que foram exibidas na Galería Soledad Lorenzo em Madrid. Desde 1955 Palazuelo realizou vinte e três exposições individuais, bem como numerosas exposições coletivas em França, Espanha e em toda a Europa. Palazuelo continuou a explorar as potencialidades da forma em sua série Sydus.

## Exposições
Seu trabalho também foi exibido periodicamente em exposições coletivas nos Estados Unidos entre 1953 e 1975. Em 1958, ele recebeu o Quinto Prêmio Carnegie por seu trabalho Mandala no Museu de Arte de Pittsburgh (Carnegie Institute). Pablo Palazuelo recebeu vários prêmios por seu trabalho, incluindo o Prêmio Nacional de Artes Plásticas da Espanha em 1999, e foi considerado um dos mais proeminentes artistas espanhóis deste século. Ele morreu em 3 de outubro de 2007 em Madrid.

### Museus e exposições

#### Grandes exposições
- 1955 - Primeira exposição individual na galeria Maeght em Paris
- 1992 - Participa com a série de quatro telas "Nigredo" no Pavilhão Espanhol da Exposição Universal de Sevilha.
- 1995 - Exposição retrospectiva no Museo Nacional Centro de Arte Reina Sofía, composta por cerca de 75 pinturas, 18 esculturas e 50 obras em papel, além de três livros de artista: Lunarie, Ardicia e Ablatif Absolu.
- 2005 - Seu trabalho participa da exposição "Modelos, Estruturas e Forma" no Centro Andaluz de Arte Contemporânea.

#### Museus
Os principais museus onde sua obra está exposta são:
- Artium, Museu de Arte Contemporânea, Vitória
- Museu de Arte Carnegie, Pittsburgh
- Coleção de Arte Contemporânea da Fundação La Caixa, Barcelona
- Fundación Juan March, Madri
- Kunsthaus Zürich, Zurique
- Museu de Arte Abstrata Espanhola, Cuenca
- Museu de Arte Moderna do Rio de Janeiro
- Museu Nacional de Arte Moderna, Paris
- Museu de Belas Artes de La Chaux-de-Fonds, Suíça
- Museu da Fundação Maeght, Saint-Paul-de-Vence, França
- Museu Guggenheim, Bilbao
- Museo Nacional Centro de Arte Reina Sofía, Madri
- Museu d'Art Contemporani, MACBA, Barcelona
- Museu Solomon R. Guggenheim, Nova Iorque